# Jerome Dhas Varuvel

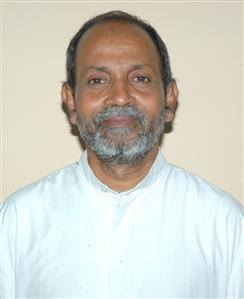
Jerome Dhas Varuvel, 2015

Jerome Dhas Varuvel SDB (* 21. Oktober 1951 in Paduvoor, Tamil Nadu) ist ein indischer Ordensgeistlicher und emeritierter römisch-katholischer Bischof von Kuzhithurai.

## Leben
Jerome Dhas Varuvel besuchte zunächst das Knabenseminar des Bistums Kottar in Nagercoil und anschließend von 1970 bis 1973 das Priesterseminar in Poonamallee. 1976 trat er der Ordensgemeinschaft der Salesianer Don Boscos bei und legte am 24. Mai 1978 die zeitliche Profess ab. Nach der Ewigen Profess am 24. Mai 1981 studierte er von 1981 bis 1986 an der Päpstlichen Universität der Salesianer in Rom, wo er Abschlüsse in Wirtschaftswissenschaften und Theologie sowie das Lizenziat in Pädagogik erwarb. Papst Johannes Paul II. spendete ihm am 2. Juni 1985 das Sakrament der Priesterweihe.
Ab 1986 war er in der Novizenausbildung der Salesianer an verschiedenen Standorten in Indien tätig. Von 1996 bis 2001 war er Rektor an der Konkathedrale St. Mary of the Angels im Erzbistum Madras-Mylapore. Als Provinzialrat war er von 1999 bis 2003 in der Provinzleitung seines Ordens tätig. Vom Jahr 2010 an war er Novizenmeister.
Papst Franziskus ernannte ihn am 22. Dezember 2014 zum ersten Bischof des mit gleichem Datum errichteten Bistums Kuzhithurai. Die Bischofsweihe spendete ihm der Bischof von Kottar, Peter Remigius, am 24. Februar des folgenden Jahres. Mitkonsekratoren waren der Erzbischof von Madurai, Antony Pappusamy, und der Erzbischof von Madras-Mylapore, George Antonysamy.
Papst Franziskus nahm am 6. Juni 2020 seinen vorzeitigen Rücktritt an.